# عزيز ساغلام
عزيز ساغلام (بالتركية: Aziz Sağlam)‏ هو لاعب كرة الصالات ‏ ولاعب كرة قدم تركي، ولد في 6 أغسطس 1982.

## وصلات خارجية
- عزيز ساغلام على موقع الاتحاد الأوربي (الإنجليزية)